# Comté de Clay (Floride)
Pour les articles homonymes, voir Comté de Clay.
Le comté de Clay est un comté situé dans l'État de Floride, aux États-Unis. Sa population était de 140 814 habitants en 2000. Selon les estimations de 2020, sa population atteignait 218 245 habitants. Son siège est Green Cove Springs. Le comté a été fondé en 1858 et doit son nom à Henry Clay, homme politique américain.

## Histoire
Le comté de Clay fut créé le 31 décembre 1858, d'une section du comté de Duval. Son nom est en l'honneur de Henry Clay, un célèbre homme politique américain, membre du Sénat des États-Unis du Kentucky et Secrétaire d'état des États-Unis au XIXe siècle. Comté d'argile était autrefois une destination populaire pour les touristes visitant des États du Nord. La thérapeutiques, warm springs et le climat doux ont été grands tirages pour les visiteurs.
Bateaux à vapeur les a amenés à différents hôtels de Green Cove Springs - le Saint-Elme, Clarendon et la Oakland. Le Président Grover Cleveland était la plus importante de ces touristes ; Il a eu le printemps l'eau livrée à la maison blanche. Popularité du comté d'argile parmi les touristes a atteint un sommet au cours des trois dernières décennies du XIXe siècle. Il a été par la suite éclipsé par extension de Henry Flagler de la Florida East Coast Railway points Sud comme Palm Beach et Miami. L'armée a également joué un rôle important dans l'histoire du comté d'argile.
En 1939, le Camp Blanding a ouvert le Kingsley Lake dans le comté d'argile du Sud-Ouest. La garde nationale de Floride a élaboré ce complexe de 28 000 hectares (110 km2). Pendant la seconde guerre mondiale, il formés plus 90 000 soldats et est devenue la quatrième plus grande « ville » en l'État. Green Cove Springs, Lee Field était un centre de formation de vol. Après la seconde guerre mondiale, Lee Field est devenu une base pour la flotte des boules à mites. Bien que Lee Field fermé dans les années 1960, Camp Blanding continue de fonctionner aujourd'hui comme une base pour la formation militaire. Comté d'argile est également un choix populaire de résidence pour les militaires stationnés sur des bases dans voisin comté de Duval (NAS Jacksonville, NS Mayport, et, avant sa fermeture, NAS Cecil Field).

## Démographie
À partir de la census de 2010, il y a 190 865 personnes, 65 356 ménages et 39 390 familles résidant dans le comté. La majorité de la population du comté d'argile est située dans la partie nord-est où les grandes communautés de banlieue ont été construites. Orange Park, Middleburg et la zone environnante respectivement partagent la majorité de la population. Région de Green Cove Springs a la population plus faible propagation Ouest et Sud, ainsi que de la petite ville de Keystone Heights, qui se trouve à l'extrémité sud-ouest du comté. Bien que la population du comté d'argile est relativement élevée, la majorité du comté est encore rurale et se compose de nombreuses fermes et routes moins maintenus. La densité de population était de 234 habitants par (90/mi²). Il y avait 73 208 unités de logement à une densité moyenne de 89 par (35/mi²).
La composition raciale du comté était de 81,8 % blancs, 9,9 % afro-américains, 0,5 % 2,9 % Amérindiens, asiatiques, 0,1 % océaniens, 1,1 % d'autres races et de 2,9 % de deux races ou plus. 7,7 % de la population était hispanique ou Latino, dont une majorité de Portoricains. Il y avait 50 243 ménages, dont 39,60 % avaient des enfants âgés de moins de 18 ans vivant avec eux, 63.80 % étaient des couples mariés vivant ensemble, 10,70 % avaient une femme sans mari présent et 21,60 % étaient des non-familles. 16,90 % des ménages étaient constitués de personnes et 5,50 % seules personnes seules de 65 ans ou plus. La taille moyenne des ménages était de 2,77 et la famille moyenne comptait 3.11. Dans le comté la pyramide des âges était 28,00 % sous l'âge de 18, 7,90 % de 18 à 24, 30,30 % de 25 à 44 ans, 24.00 % de 45 à 64 ans et 9,80 % qui avaient 65 ans ou plus. L'âge médian est de 36 ans. Pour 100 femmes, il y avait des 97,00 hommes. Pour 100 femmes de 18 ans et plus, il y a des 94,20 hommes. Le revenu médian pour un ménage dans le comté était 48 854 $, et le revenu médian par famille était 53 814 $. Les hommes avaient un revenu médian de 36 683 $ versus 25 488 $ pour les femmes. Le revenu par habitant du comté était 20 868 $. Environ 5,10 % des familles et 6,80 % de la population vivaient en dessous du seuil de pauvreté, dont 8,90 % de ceux âgés de moins de 18 et 7,40 % au-delà de 65 ans ou plus.
| 1860  | 1870  | 1880  | 1890  | 1900  | 1910  |
| ----- | ----- | ----- | ----- | ----- | ----- |
| 1 914 | 2 098 | 2 838 | 5 154 | 5 635 | 6 116 |

| 1920  | 1930  | 1940  | 1950   | 1960   | 1970   |
| ----- | ----- | ----- | ------ | ------ | ------ |
| 5 621 | 6 859 | 6 468 | 14 323 | 19 535 | 32 059 |

| 1980   | 1990    | 2000    | 2010    | - | - |
| ------ | ------- | ------- | ------- | - | - |
| 67 052 | 105 986 | 140 814 | 190 865 | - | - |

## Comtés adjacents
- Comté de Duval (nord)
- Comté de Saint Johns (est)
- Comté de Putnam (sud)
- Comté de Bradford (ouest)
- Comté de Baker (nord-ouest)

## Villes

### Municipalités
- Green Cove Springs
- Keystone Heights
- Orange Park
- Penney Farms

### Localités
- Asbury Lake
- Bellair-Meadowbrook Terrace
- Clay Hill
- Doctors Inlet
- Fleming Island
- Lakeside
- McRae
- Middleburg
- Virginia Village